# Santaler

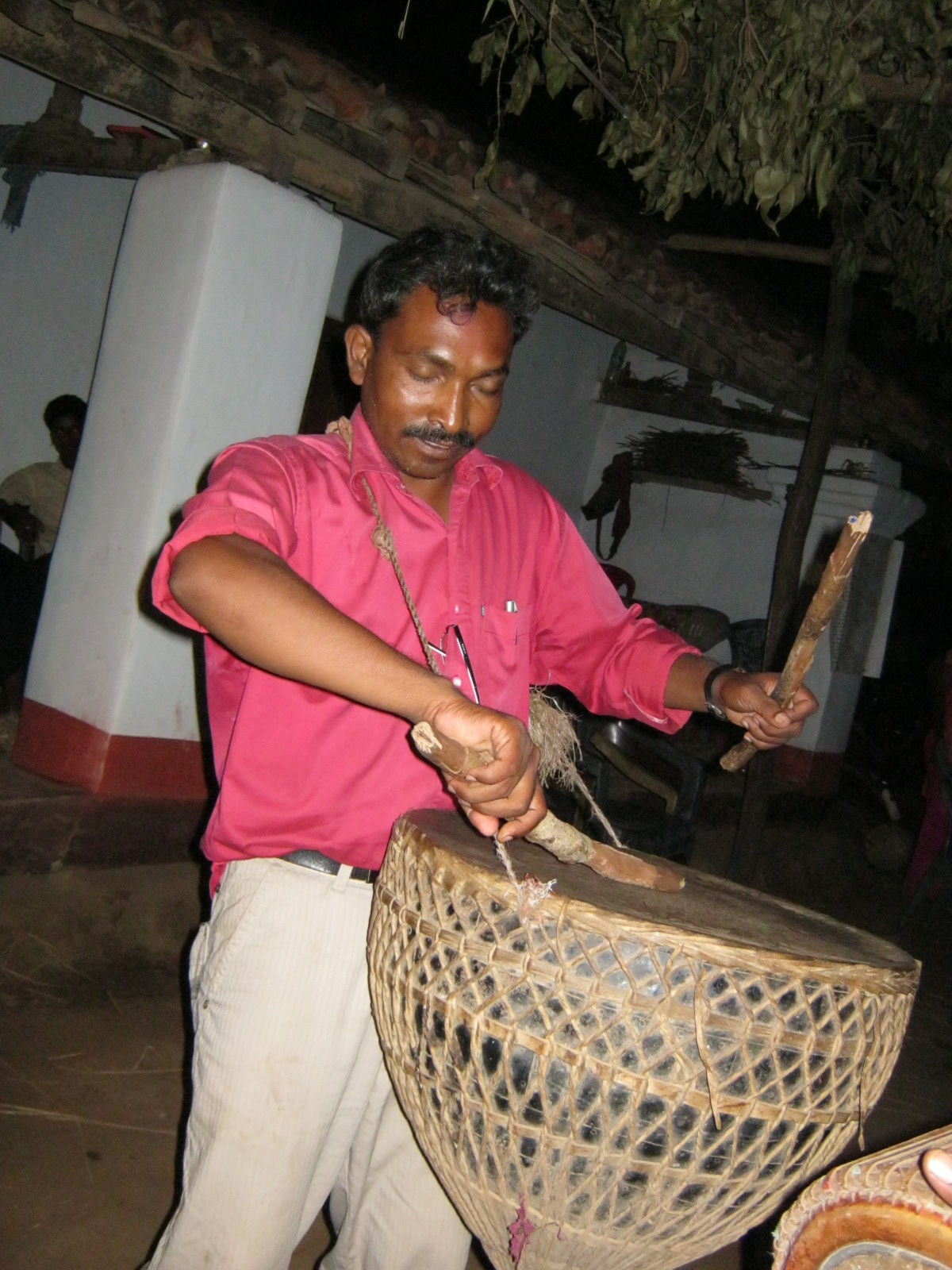
Den stora trumman Tamak spelad av en santalisk musiker, 2013.

Santaler (santhal) är ett stamfolk i östra Indien, främst bosatta i delstaterna Assam, Bihar, Jharkhand, Västbengalen och Odisha. Deras antal uppgår 2022  till 11,4 miljoner. Många arbetar i kolgruvorna och i stålindustrin samt på landsbygden i risodlingar. Deras religion är främst animism och de talar santali som är ett mundaspråk.

## Historia
Santalerna och deras språk santali har talats i norra halvan av Indien i många tusen år. Som del av mundaspråken är santali olikt både dravida-språken i väster och söder och de indoeuropeiska språk som började talas på den indiska subkontinenten i samband med indoariernas invasioner/invandring för över 3000 år sedan. Santalerna invandrade på 1700-talet västerifrån till östra Indien.
Mundaspråken har språkliga släktingar öster om Bengaliska viken, i form av mon, khmer, vietnamesiska och andra austroasiatiska språk.
Santaler har genom historien ofta varit föremål för förtryck och exploatering från omgivande indoariska eller europeiska herrar, vilket ett antal gånger lett till större revolter. I mitten av 1800-talet utbröt Santhalupproret mot britternas kolonialstyre, och i slutet av 1960-talet deltog santalerna i naxaliternas uppror i norra Västbengalen.

## Ekonomi
Santalerna är i första hand sysselsatta med risodlingar, men ett stort antal arbetar även inom gruv- och stålindustrin i området.

## Utbredning och antal
Santalerna är i första hand spridda över delstaterna Assam, Bihar, Jharkand, Västbengalen och Odisha. Dessutom finns betydande minoriteter i Bangladesh (194 000), Bhutan (2 200) och Nepal (60 500), där främst är bosatta i gränstrakterna mot Indien.
- 2006 – >6 miljoner
- 2022 – 11,4 miljoner[1]